# Polygala peshmenii
Polygala peshmenii är en jungfrulinsväxtart som beskrevs av Eren, Parolly, Raus, Kürschner. Polygala peshmenii ingår i släktet jungfrulinssläktet, och familjen jungfrulinsväxter. Inga underarter finns listade i Catalogue of Life.